# Clostridium
Clostridium – rodzaj bakterii Gram-dodatnich, beztlenowych, wytwarzających spory laseczek z typu Firmicutes, tworzących przetrwalniki. Rodzaj ten obejmuje ok. 200 gatunków drobnoustrojów, powszechnie występujących przede wszystkim w glebie oraz przewodzie pokarmowym zwierząt (w tym człowieka), narządach rodnych kobiet, a także w wodzie i ściekach. Bakterie te cechują się możliwością wiązania azotu atmosferycznego oraz redukcji siarczynów. Wytwarzają lotne kwasy tłuszczowe. Większość bakterii z tego rodzaju to saprofity, przeprowadzające procesy fermentacyjne oraz rozkładające celulozę i pektyny. Niektóre gatunki mają właściwości chorobotwórcze, uwarunkowane wytwarzaniem silnych egzotoksyn, inne są drobnoustrojami oportunistycznymi.
Bakterie z rodzaju Clostridium wytwarzają spory zawierające DNA, mały fragment cytoplazmy, błonę komórkową, peptydoglikan, niewielkie ilości wody i grubą osłonkę keratynopodobną - najważniejszy czynnik decydujący o trwałości przetrwalników. Spory są odporne na wysokie temperatury, odwodnienie, promieniowanie i środki chemiczne. Ułożenie spór na komórce jest nierzadko charakterystyczne dla danego gatunku i pozwala na rozróżnienie gatunków pod mikroskopem. Np. dla C. tetani spory są położone terminalnie (tzw. pałeczki dobosza), a dla C. difficile subterminalnie.
Clostridium sp. wykorzystuje się w roszarnictwie.

## Gatunki
Rodzaj Clostridium liczy ok. 200 gatunków, główni przedstawiciele to:
- C. botulinum – laseczka jadu kiełbasianego
- C. perfringens – laseczka zgorzeli gazowej
- C. tetani – laseczka tężca
- C. difficile – powodująca rzekomobłoniaste zapalenie jelit i inne infekcje jelitowe, szczególnie po kuracji antybiotykowej z szerokim spektrum działania
- C. chauvoei – laseczka szelestnicy
- C. ghoni – występuje w narządach rodnych kobiet
- C. tyrobutyricum – występuje w skażonym mleku i serach, bakteria kwasu masłowego

Innym ważnym gatunkiem jest C. acetobutylicum, znana także jako organizm Weizmana, użyta po raz pierwszy przez Chaima Weizmana do produkcji acetonu i biobutanolu ze skrobi, zaś w 1916 do produkcji prochu oraz trotylu.
Z punktu widzenia chorób człowieka najważniejsze są 4 pierwsze z wymienionych gatunków z rodzaju Clostridium. Więcej informacji nt. znaczenia klinicznego tych patogenów można znaleźć w artykułach poświęconych konkretnym gatunkom.

## Znaczenie sanitarne
Bakterie z rodzaju Clostridium są ważnym wskaźnikiem stanu sanitarnego wód naturalnych, gdyż dzięki możliwości wytwarzania przetrwalników mają zdolność przeżycia w niekorzystnych warunkach, śmiertelnych dla bakterii z grupy coli. Ich obecność, przy niestwierdzeniu występowania bakterii z grupy coli, świadczy o dawno powstałym zanieczyszczeniu wody odchodami.
W wodach pitnych bakterie te nie mogą występować, ilość w innych rodzajach wód nie jest normowana.
Wykrywanie bakterii z rodzaju Clostridium przeprowadza się na dwa sposoby. Najczęściej stosuje się metodę trójprobówkowej hodowli, bez dostępu tlenu, na podłożach płynnych zawierających siarczyny oraz cytrynian żelaza. Zredukowane siarczyny tworzą z żelazem ciemno zabarwiony siarczek żelaza(II). Stosowana jest także metoda filtrów membranowych.